# Trump Model Management
Trump Model Management este o agenție care prezintă fotomodele. Agenția a fost fondată in 1999 de Donald Trump.

## Modele prezentate de agenție
| - Lisa Cant - Siri Tollerod - Elena Melnik - Paul - Jodie Kidd - Rila Fukushima - Kiara Kabukuru | - Dayana Mendoza - Hye Rim Park - Tatjana Patitz - Isabella Rossellini - Eve Salvail - Sofi Berelidze - Eugenia Mandzhieva - Rozanna Purcell |